# Zwotental
Zwotental ist ein zum Ortsteil Gunzen der Stadt Schöneck/Vogtl. im Vogtlandkreis (Freistaat Sachsen) gehöriger Gemeindeteil. Er wurde am 1. Januar 1995 mit Gunzen nach Schöneck/Vogtl. eingemeindet.

## Geografie

### Lage
Zwotental liegt in der Gemarkung von Gunzen im südlichen Bereich des sächsischen Teils des historischen Vogtlands und südöstlich der Stadt Schöneck/Vogtl. Bezüglich des Naturraums befindet sich der Ort am westlichen Rand des Westerzgebirges. Zwotental liegt am Zwotawasser, das westlich des Orts entspringt und als Zwota in die Eger entwässert. Der Ort liegt im Naturpark Erzgebirge/Vogtland auf einer mittleren Höhe von ca. 675 m ü. NN (Höhe des Bahnhofs Zwotental). Westlich der Siedlung beim Bahnhof befindet sich in den Waldungen die Häusergruppe an der Faulen Wiese, einem Moorgebiet, das durch den Einfluss des Menschen partiell erheblich verändert wurde. Hier verläuft die Kärnerstraße (S 305), die den Verkehr nach Schöneck oder nach Markneukirchen bzw. Klingenthal leitet.

### Nachbarorte
| Schöneck/Vogtl. |                                             | Kottenheide |
| Gunzen          | Kompassrose, die auf Nachbargemeinden zeigt |             |
| Friebus         | Gopplasgrün                                 | Oberzwota   |

## Geschichte

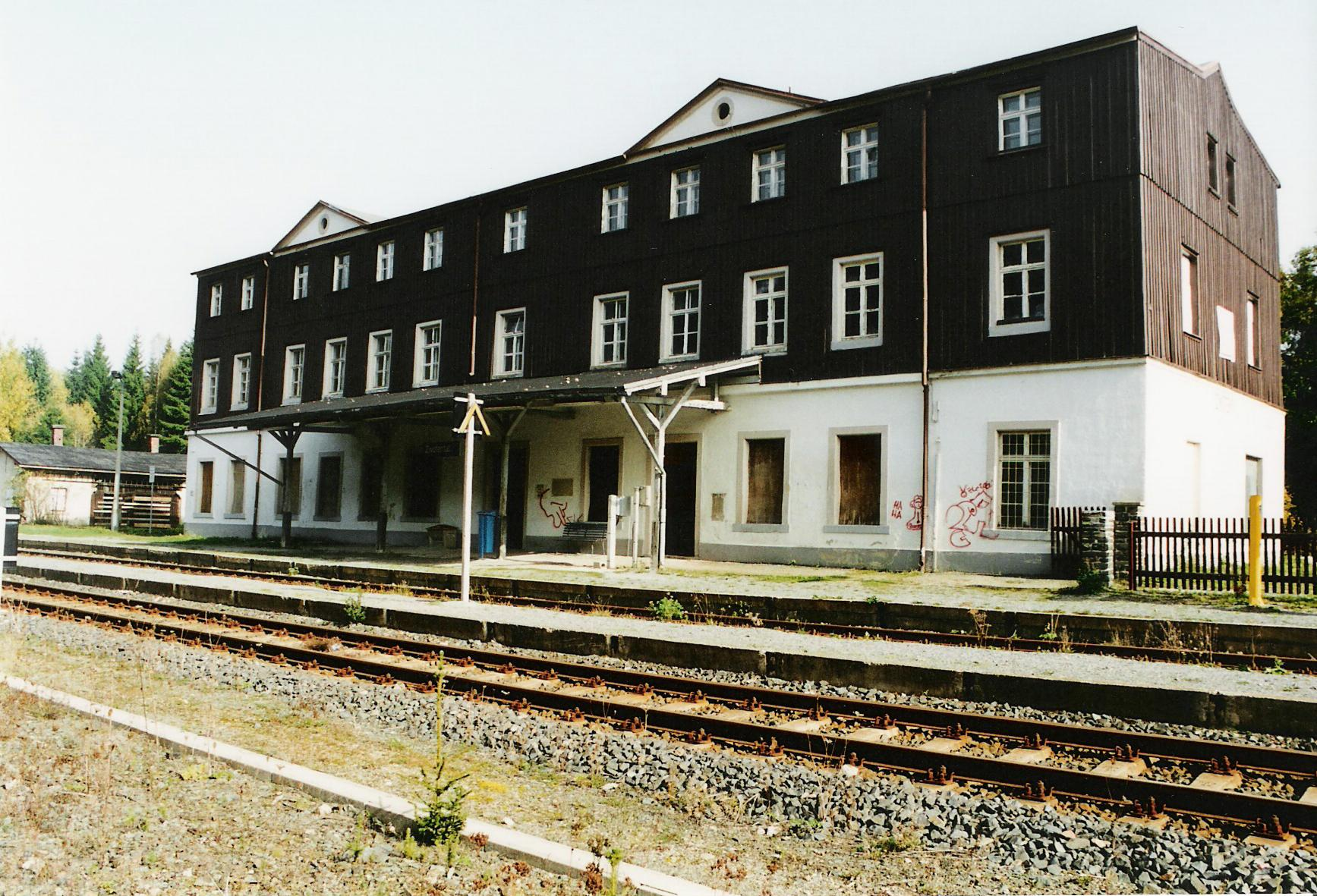
Empfangsgebäude des Bahnhofs Zwotental

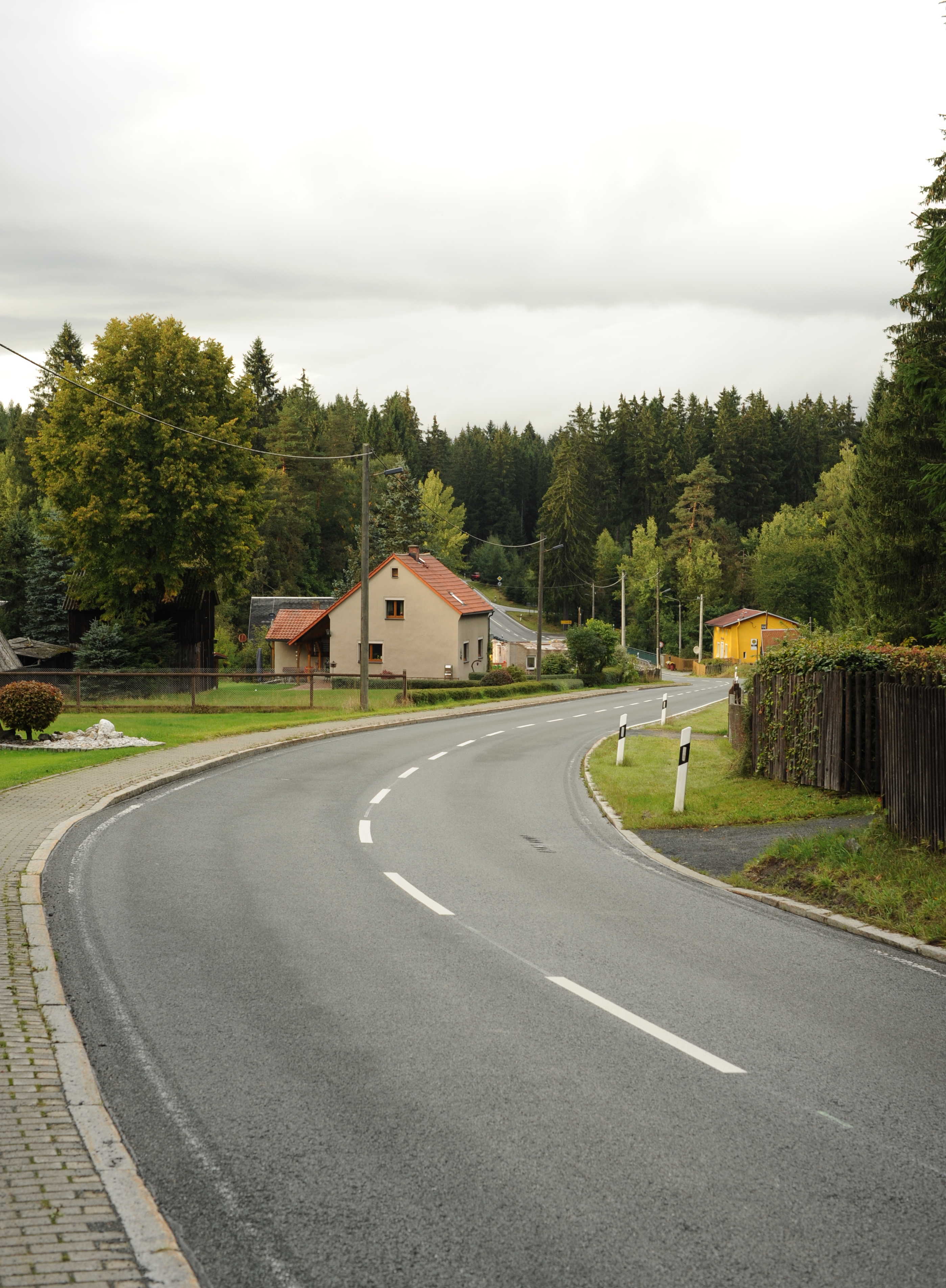
Häuser an der Faulen Wiese

Bis ins 19. Jahrhundert war der Name „Zwotenthal“ in der Schreibweise mit „h“ für die im Tal der Zwota liegenden Siedlungen Zwota und Oberzwota und dem zwischen ihnen liegenden Hammerwerk Zwotenthal, besonders aber für Oberzwota gebräuchlich.
1875 wurde am Abzweig der neu eröffneten Bahnstrecke nach Klingenthal von der ebenfalls neu eröffneten Bahnstrecke Chemnitz–Aue–Adorf auf Gunzener Flur der „Bahnhof Zwota“ eröffnet, der 1909 den Namen „Bahnhof Zwotental“ in der Schreibweise ohne h erhielt. Die auf 675 m Höhe gelegene Station erhielt an Hochbauten neben einem Empfangsgebäude aus dem Jahr 1875 ein einständiges Heizhaus (1877), einen Güterschuppen (1878), ein Stellwerk (um 1900), ein Wirtschaftsgebäude und mehrere Wohnhäuser.
Gleichzeitig mit dem Bahnhof Zwotental entstand um die Station die Siedlung Zwotental, die den Namen des Bahnhofs trug. Infolge der Lage auf der Flur des Orts Gunzen gehörte Zwotental seit der Gründung des Bahnhofs im Jahr 1875 zur Amtshauptmannschaft Oelsnitz, der Nachbarort Oberzwota jedoch bereits zur Amtshauptmannschaft Auerbach. Durch die zweite Kreisreform in der DDR kam Zwotental als Teil der Gemeinde Gunzen im Jahr 1952 zum Kreis Klingenthal im Bezirk Chemnitz (1953 in Bezirk Karl-Marx-Stadt umbenannt), der 1990 als sächsischer Landkreis Klingenthal fortgeführt wurde und 1996 im Vogtlandkreis aufging.
Durch die Eingemeindung der Gemeinde Gunzen nach Schöneck/Vogtl. wurde die Siedlung Zwotental am 1. Mai 1995 ein Gemeindeteil des Ortsteils Gunzen innerhalb der Stadt Schöneck/Vogtl. Im Zwotental befindet sich eine bis in die 1990er Jahre betriebene Mülldeponie, die mittlerweile rekultiviert wurde.

## Öffentlicher Nahverkehr
Zum 8. Dezember 2012 wurde der planmäßige Schienenpersonennahverkehr auf dem Streckenabschnitt Zwotental–Adorf (Vogtl) durch den zuständigen Verkehrsverbund Vogtland abbestellt. Seitdem wird der Bahnhof Zwotental im Stundentakt in Richtung Kraslice und Plauen/Zwickau von der Vogtlandbahn bedient.
An der Staatsstraße 305 liegt außerdem eine Haltestelle, die von der TaktBus-Linie 93 im Zweistundentakt bedient wird und Zwotental an Adorf und Bad Elster anbindet.